# リアンジェロ・ボール
リアンジェロ・ロバート・ボール（LiAngelo Robert Ball  ,  1998年11月24日 - ）は、アメリカ合衆国カリフォルニア州アナハイム出身のプロバスケットボール選手。ポジションはシューティングガード。兄のロンゾ、弟のラメロはいずれもNBA選手である。また、2025年1月には、自身のラップミュージックのデビュー・シングル「Tweaker」のバイラル・ヒットを受けて、デフ・ジャム・レコードと契約を結び本格的に音楽キャリアをスタートさせた。

## 来歴

### 生い立ち
兄のロンゾ、弟のラメロと共に、幼い頃から父ラバー・ボールにバスケを指導されて育った。

### ハイスクール
兄のロンゾと同じチノヒルズ高等学校に進学。2年目のシーズンには弟のラメロも加わり、3兄弟を擁するチームは圧倒的な強さを誇った。

### リクルート
| 氏名 | 出身                                                                                | 高校 / 大学             | 身長               | 体重            | コミット日    |
| --- | ----------------------------------------------------------------------------------- | ----------------------- | ------------------ | --------------- | ------------- |
| リアンジェロ・ボール SG | アナハイム                                                                          | チノヒルズ高等学校 (CA) | 6 ft 5 in (1.96 m) | 220 lb (100 kg) | 2015年4月21日 |
| リアンジェロ・ボール SG | リクルート スターレーティング: Scout: N/A Rivals: 247Sports: ESPN: ESPNグレード: 79 |                         |                    |                 |               |
| 全リクルート順位: 247Sports: 226 |                                                                                     |                         |                    |                 |               |
| - 注意: 多くの場合、Scout、Rivals、247Sports、ESPNの間で身長、体重が一致しない可能性がある。 - これらの場合、平均をとっている。ESPNグレードは100ポイントスケールに基づいている。 出典: - “2017 Team Ranking”. Rivals.com. 2020年3月6日閲覧。 |                                                                                     |                         |                    |                 |               |

### カレッジ

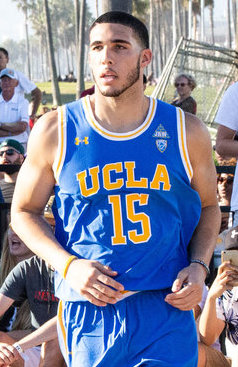
練習をするリアンジェロ(2017年)

兄のロンゾが在籍したUCLAに進学し、2017年11月1日のカリフォルニア州立大学ロサンゼルス校とのプレシーズンマッチで11得点を記録した。しかし、上海でのシーズン開幕を目前に控え、中国に滞在していた11月7日に杭州市にてチームメイト2人と共にルイ・ヴィトンの高級ショッピングセンターからサングラスを盗んで逮捕された。当初は3~10年の懲役が科せられる予定だったが、すぐに釈放された。その後チームから無期限の出場停止処分を受け、12月4日に退学した。結果的にUCLAで試合に出場したのはプレシーズンマッチの1試合のみであった。

### LBL
UCLAを退学後の2017年12月11日に、自身と同時期に高校を退学した弟のラメロと共にLBLのBCプリエナイと契約した。

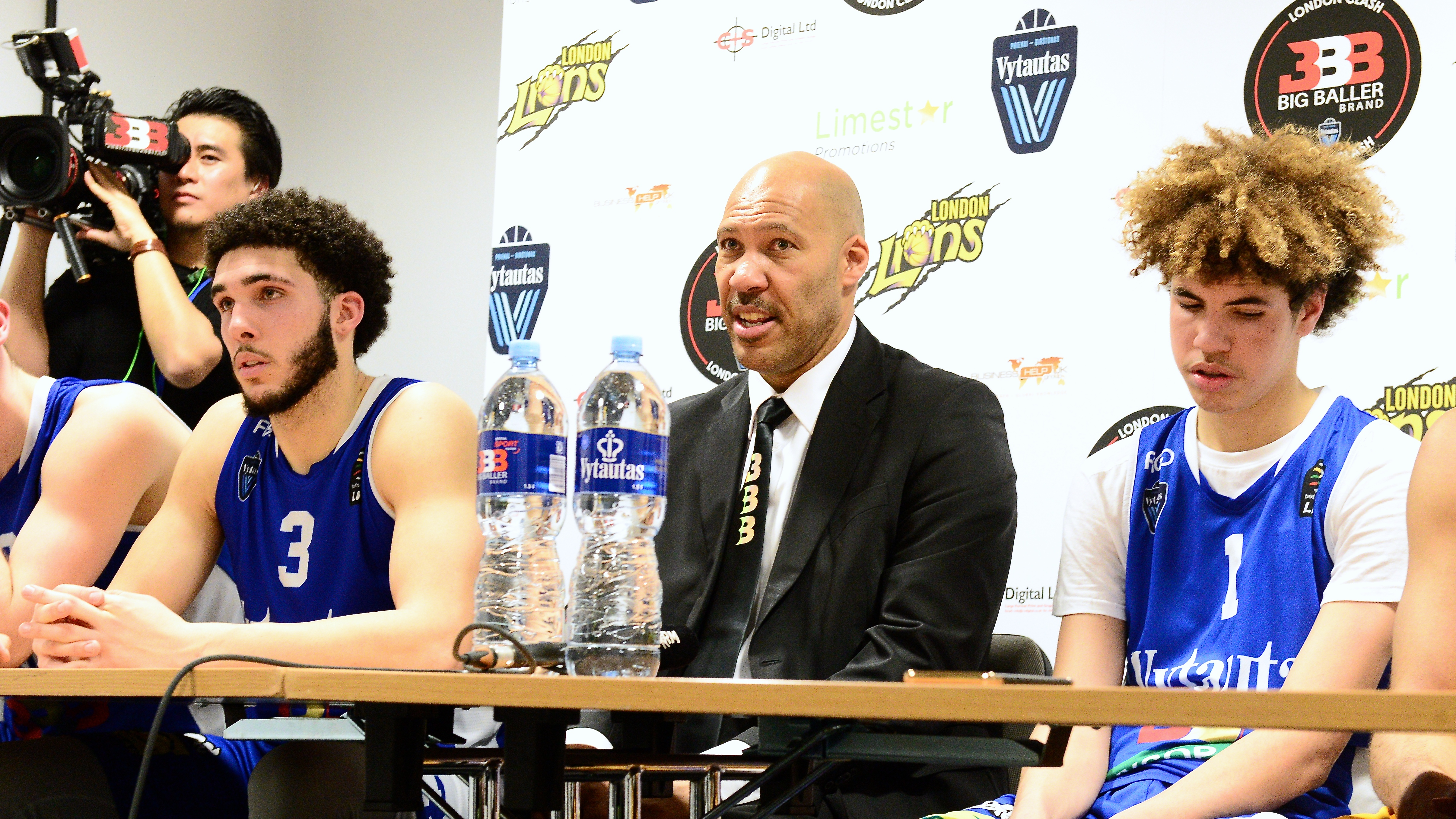
2018年のエキシビションマッチ後の取材にて(左がリアンジェロ、中央が父のラバー、右が弟のラメロ)

2018年1月13日にプロデビューし、3月25日の試合ではシーズンハイの28得点を記録した。27日に2018年のNBAドラフトにエントリーすることを発表したが、多くのメディアから指名されないと予想された。その後、父のラバーがチームのヘッドコーチと衝突し、4月25日にラメロと共に退団した。このシーズンは平均12.6得点、2.7リバウンドの成績を記録した。その後、ドラフトではメディアの予想通りどこからも指名されなかった。

### JBA
2018年7月9日にラバーが創設したJBAのロサンゼルス・ボーラーズと契約した。JBAではオールスターゲームに選出されてMVPを受賞し、JBAファイナルでもMVPを受賞するなど活躍した。オフに足首の手術を受けた。

### JBA退団後
2019年12月29日にNBAGリーグのオクラホマシティ・ブルーと練習生として契約したが、新型コロナウイルスの影響でシーズンのほとんどの試合が開催されず、自身も試合に出場することはなかった。
2020年12月2日にデトロイト・ピストンズとトレーニングキャンプ契約を結んだが、プレシーズンマッチが始まる前に解雇された。
2021年夏に兄のロンゾの招待で、弟のラメロが所属するシャーロット・ホーネッツのワークアウトに参加し、その後ホーネッツの一員としてサマーリーグに参加することになった。10月14日に契約するも、翌日に解雇。
同年10月23日にGリーグドラフトが行われ、ホーネッツ傘下のグリーンズボロ・スウォームに全体14位で指名を受ける。
2022年のサマーリーグでは前年同様ホーネッツに参加。9月26日に無保証ながら契約を掴むも、
10月15日に解雇となる。

### メキシコリーグ
2024年2月14日にメキシコのバスケットボールリーグであるCIBACOPAのアストロズ・デ・ハリスコと契約したことを発表したものの、開幕2戦で左膝の靱帯の損傷が見つかりアメリカでリハビリすることが決まった。